# Falck–Hillarps fluorescensmetod

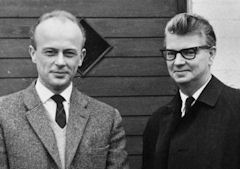
Bengt Falck (vänster) bredvid Nils-Åke Hillarp, 1963.

Falck–Hillarps fluorescensmetod (F–H-metoden) är en metod som gör det möjligt att med unik precision och känslighet mikroskopiskt påvisa och studera vissa monoaminer, bland annat de tre katekolaminerna dopamin, noradrenalin och adrenalin och serotonin samt en rad med dessa kemiskt närbesläktade substanser.
Metoden bygger på den viktiga och avgörande upptäckten att dessa ämnen kan i nära nog frånvaro av vatten reagera med formaldehyd och bilda fluoroforer, det vill säga molekyler som vid bestrålning med för ögat osynligt ljus sänder ut synligt ljus. Att detta kan ske i torr miljö gör att monoaminerna inte löses ut från sina celler under processen som börjar med att ta ut ett vävnadsprov och avslutas med framställning av ett ytterst tunt snitt av vävnaden som kan studeras i fluorescensmikroskopet. 

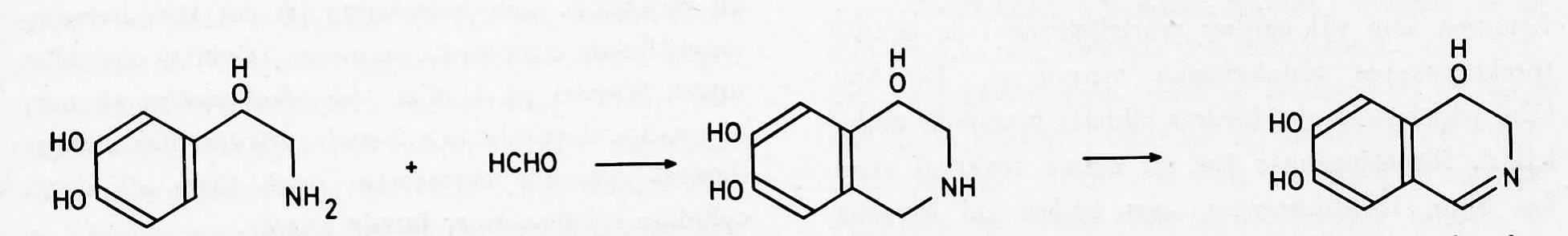
Reaktionen mellan monoamin, i detta fall noradrenalin, och formaldehyd resulterar i en ringslutning och därefter uppkomsten av en produkt med fluorescerande egenskaper.

Med F–H-metoden kunde man för första gången se dessa monoaminer lysa i mikroskopet och exakt fastställa i vilka celler de finns och därigenom förstå deras funktioner. Metoden utarbetades under 1960-talet på Histologiska institutionen vid Lunds universitet med Bengt Falck och Nils-Åke Hillarp och blev ett stort genombrott bland annat för en intensiv neurobiologisk forskning nationellt och internationellt beroende på att man påvisade förekomsten av monoaminer i nervceller  i det centrala och perifera nervsystemet  och sålunda för första gången kunde förstå att de fungerar som signalsubstanser (transmittorer).

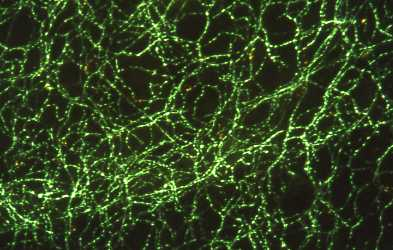
Fluorescerande noradrenalin-innehållande nerver som förmedlar impulser till muskelceller i iris och dess blodkärl.

Den första publikationen (se ref.1), som skrevs redan 1961 presenterade en omfattande undersökning av nerver av ett stort antal olika organ i kroppen. Detta arbete verifierade nobelpristagaren Ulf von Eulers uppfattning om att noradrenalin är signalsubstansen i perifera autonoma nerver. Denna publikation följdes samma år av en redogörelse (se ref. 2) som belyste F–H-metodens kemiska bakgrund.
Publikationen om den kemiska bakgrunden kom att tillhöra de 200 mest citerade vetenskapliga artiklarna genom tiderna The 200 Most-Cited Papers of All Time.
2012 anordnade medicinska fakulteten vid Lund Universitet ett symposium ”From Nerve to Pills” med anledning av att 50 år passerat sedan F-H metoden först publicerades (se ref. 1,2,3).